# ネイディ
ネイディ（英：Nejdi）とは、現在は絶滅した中東原産のサイトハウンドである。
特有の被毛の美しさに多数の人を虜にし、それを取り入れるためにさまざまな犬種の作出・改良に関わった。

## 歴史
紀元前以前より犬種として存在していたことが確認されているが、はっきりとしたことはわかっていない。イラン原産のサルーキやギリシャのグリーク・サルーキ（グリーク・グレイハウンド）と血統のかかわりがあり、この2種から派生したとも、ネイディがこの2犬種の先祖であるとも言われている。
王族が主にガゼルなどを狩るために猟犬として使役したり、ペットとして愛玩犬として使っていたが、物々交換のために他国の商人に売ったりあげたりすることもしばしばあった。それにより多数のネイディが国外に渡り、高貴なペットとして高値で売られたり、他の犬種の改良に使われたり当時作出された新しい犬種の基礎を築いた。
しかし絶滅した理由や年代は今も謎に包まれている。

## 特徴
容姿はサルーキによく似ているが、脚はそれよりもっと長く、加えて前足の後ろの飾り毛も長かった。
一番の特徴は、なめらかで光沢のようなつやのある被毛。体の毛は短いが、耳、前足の後ろ、お尻と尾のそれぞれある飾り毛は長くて豊か。毛色の制限は無く、サイズはサルーキよりも小柄だったといわれている。

## ネイディが改良に使われた犬種
- ボルゾイ

改良にネイディが使われたが、一説には基礎になったとも言われている。
- ポツダム・グレイハウンド

被毛を美しくするため、作出にこの種が用いられた。被毛の美しさを最もよく受け継いだ犬種と言われている。
フリードリヒ大王に愛されていた愛玩用の犬種である。